# Lachen (Schwytz)
Pour les articles homonymes, voir Lachen.
Lachen est une commune suisse du canton de Schwytz, située dans le district de March.

## Géographie

Vue aérienne par Walter Mittelholzer (1919)

Selon l'Office fédéral de la statistique, Lachen mesure 2,42 km2.

## Démographie
Selon l'Office fédéral de la statistique, Lachen compte 9 394 habitants fin 2022. Sa densité de population atteint 3882 hab./km2.
Le graphique suivant résume l'évolution de la population de Lachen entre 1850 et 2008 :

## Culture et patrimoine

### Héraldique
| Blason | Blasonnement : De gueules à un tau d'argent sur lequel s'enroule un serpent d'or. |